# Paraidriella
Paraidriella is een monotypisch geslacht van schimmels behorend tot de orde Xylariales. De familie is nog niet met zekerheid bepaald (Incertae sedis). Het bevat alleen de soort Paraidriella jambosae.